# (1970) Sumeria
(1970) Sumeria (1954 ER) – planetoida z pasa głównego asteroid okrążająca Słońce w ciągu 4,64 lat w średniej odległości 2,78 j.a. Odkryta 12 marca 1954 roku.